# Imunogenetika
Imunogenetika je poměrně mladý vědní obor, vzniklý průnikem imunologie a genetiky. Zabývá se studiem genetické podmíněnosti složek imunitního systému a genetickou regulaci imunitních reakcí.